# Perrissina albiceps
Perrissina albiceps là một loài ruồi trong họ Tachinidae.